# Spodoptera eudioptoides
Spodoptera eudioptoides là một loài bướm đêm trong họ Noctuidae.